# Завод суперфосфату у Сантадері
Завод суперфосфату у Сантандері – колишній виробничий майданчик в Іспанії, що знаходився на південній околиці Сантандеру в районі Маліано (Maliaño).
На початку 20 століття в Іспанії почався бум виробництва фосфорного добрива – суперфосфату, чому сприяла географічна близькість до фосфоритів Марокко та великий ресурс піритів в іспанській провінції Уельва. Провідним гравцем на ринку цього добрива стала компанія SA Cros, що в підсумку відкрила або придбала у різних регіонах Іспанії більше десятка заводів, один з яких знаходився в районі Сантандеру.
Завод в Маліано почали споруджувати в 1916-му та ввели в дію у 1918-му. Шляхом спалювання піритів продукували сульфатну кислоту, за допомогою якої розкладали марокканські фосфорити з отриманням суперфосфату.
Навіть під час світової економічної кризи завод у Маліано зміг виготовити в 1933 році 82 тисячі тонн суперфосфату, а станом на середину 1950-х його потужність складала 140 тисяч тонн суперфосфату на рік.
Окрім основного продукту майданчик міг продукувати цілий ряд інших, як то соляна та нітратна кислота, сульфат алюмінію, сірковуглець, кремнефтористий натрій (фторсилікат натрію). Втім, обсяги цього виробництва були незначними в порівнянні з основним напрямом, так, у тому ж 1933-му в Маліано виробили 80 тонн сульфату алюмінію, 500 тонн соляної та 80 тонн азотної кислот.
В 1980-х іспанська промисловість добрив потрапила у кризу, що призвело до закриття цілого ряду підприємств. Одним з них став майданчик у Маліано, який припинив діяльність в 1989 році.